# Gabaza argentea
Gabaza argentea är en tvåvingeart som beskrevs av Walker 1858. Gabaza argentea ingår i släktet Gabaza och familjen vapenflugor. Inga underarter finns listade i Catalogue of Life.